# الألعاب التربوية
الألعاب التربوية، هي أنشطة تعليمية تدمج بين اللعب والتعلم، حيث يتم تصميمها بطريقة تشجع الأطفال والطلاب على اكتساب المعرفة والمهارات من خلال الأنشطة الممتعة والمحفزة. تختلف الألعاب التربوية عن الألعاب التقليدية بأنها تحتوي على أهداف تعليمية واضحة ومحددة، وتستخدم كأداة لتحفيز التعلم الذاتي وتعزيز الفهم العميق للمفاهيم الأكاديمية والاجتماعية.

## نشأة الألعاب التربوية
تعود جذور الألعاب التربوية إلى العصور القديمة، حيث استخدمت الثقافات المختلفة اللعب كوسيلة لتعليم الأطفال المهارات الأساسية والقيم الاجتماعية. ومع ذلك، شهدت الألعاب التربوية تطورًا ملحوظًا في القرن العشرين مع تزايد الاهتمام بالنظريات التعليمية التي تركز على التعلم النشط والتفاعل بين الطلاب. يُعتبر جان بياجيه (Jean Piaget) وليف فيغوتسكي (Lev Vygotsky) من أبرز العلماء الذين أسهموا في تطوير مفهوم الألعاب التربوية من خلال أبحاثهم حول التطور المعرفي والاجتماعي للأطفال.

## الهدف من الألعاب التربوية
تهدف الألعاب التربوية إلى تحقيق عدة أهداف تعليمية وتربوية، من أبرزها:
تحفيز التعلم الذاتي: تساعد الألعاب التربوية الأطفال على اكتشاف المعلومات وتطبيقها بشكل مستقل، مما يعزز من قدرتهم على التعلم الذاتي وحب الاستطلاع.
تطوير المهارات الاجتماعية: تعزز الألعاب التربوية التفاعل بين الأطفال، مما يساعدهم على تطوير المهارات الاجتماعية مثل التعاون والتواصل وحل المشكلات.
تعزيز الفهم العميق: تساعد الألعاب التربوية الطلاب على فهم المفاهيم الأكاديمية بشكل أعمق من خلال التطبيق العملي والتجارب الواقعية.
تخفيف الضغط النفسي: تساهم الألعاب التربوية في خلق بيئة تعليمية مريحة وممتعة، مما يقلل من الضغط النفسي ويزيد من انخراط الطلاب في العملية التعليمية.
تشجيع الابتكار والإبداع: تتيح الألعاب التربوية الفرصة للأطفال للتفكير خارج الصندوق وتطوير مهارات التفكير النقدي والإبداعي.

## تأثير الألعاب التربوية
لقد أظهرت العديد من الدراسات أن الألعاب التربوية يمكن أن تكون أداة فعالة لتحسين الأداء الأكاديمي وتعزيز الدافعية لدى الطلاب. على سبيل المثال، أظهرت الأبحاث أن الطلاب الذين يشاركون في الأنشطة التعليمية القائمة على الألعاب يحققون نتائج أفضل في الاختبارات ويظهرون مستويات أعلى من المشاركة والإقبال على التعلم.
هناك 7 أنواع الألعاب التّربويّة:
- ألعاب حركيّة: مثل ألعاب الدّمى، و الألعاب الرّياضيّة مثل ألعاب القفز والتّوازن.
- ألعاب الذّكاء: مثل حل الألغاز والكلمات المتقاطعة وألعاب الطّلاقة اللّغويّة.
- الألعاب التّمثيليّة: مثل تأدية الأدوار.
- الألعاب الثّقافيّة: مثل مسابقات المعلومات والمسابقات الشّعريّة.
- ألعاب الحظ: مثل التّخمين.
- ألعاب الغناء: مثل غناء الأناشيد.
- ألعاب الدمى: مثل أشكال الحيوانات.[3]